# Cremys cleroides
Cremys cleroides là một loài bọ cánh cứng trong họ Cerambycidae.